# Adda Djørup
Adda Djørup (Aarhus, 18 de agosto de 1972) es una poetisa, novelista y escritora de cuentos danesa.

## Biografía
Djørup nació en Aarhus, Dinamarca. Fue a la Katrinebjergskolen (escuela Katrinebjerg) antes de dejar de estudiar y trabajar durante varios años como au pair. Luego volvió a la escuela secundaria. Sacó un Bachelor of Arts en Literatura Comparada en la Universidad de Copenhague.
Djørup vive en Copenhague.

## Carrera
El primer libro de Djørup fue Monsieurs monologer, una colección de poesía, que apareció en 2005.
En 2007, publicó una colección de relatos cortos, titulado Hvis man begyndte at spørge sig selv. Varios cuentos en la colección se ambientaban en el sur de Europa. Djørup reveló que estaban inspirados por sus amplias estancias en Italia y España.
La novela de Djørup, Den mindste modstand (La resistencia menor, 2009) ganó el Premio de Literatura de la Unión Europea en 2010.
En 2011, Djørup escribió un drama, titulado Korus’ Kabaret.
En 2015, publicó una colección de poesía titulada Poesi og andre former for trods.

## Premios
- 2010, Premio EU de Literatura.[3]